# Breno Miranda
Breno Miranda é um cantor e compositor brasileiro. Ganhou um disco de diamante por "Cante por Nós", junto com Vintage Culture e KVSH, e um disco de platina por "Tô de Férias", com Cat Dealers.